# The Baltimore Sun
The Baltimore Sun è un quotidiano statunitense pubblicato a Baltimora, nel Maryland. È considerato di orientamento liberale.
Il giornale fu fondato il 17 maggio 1837 dall'editore Arunah Shepherdson Abell; il titolo della testata era allora The Sun. La famiglia Abell possedé il giornale fino al 1910; quando passò alla famiglia Black. Nel 1986 il The Sun fu venduto alla Times Mirror Company e nel 2000, la società Times Mirror è stata acquistata dalla Tribune Company di Chicago; questa, nel 2014, ha trasferito i suoi giornali, tra cui The Sun, a Tribune Publishing. Il 19 settembre 2005, e di nuovo il 24 agosto 2008, The Baltimore Sun, è questo il nuovo nome del giornale, ha introdotto nuovi layout.
Nella quinta stagione della serie televisiva americana The Wire, i giornalisti del Baltimore Sun sono al centro di alcune delle vicende narrate.
The Baltimore Sun è un vincitore del Premio Pulitzer; questo premio è stato assegnato al quotidiano nel 1947 nella categoria "servizio al pubblico".